# José Celestino Bruno Mutis y Bosio
Pour les articles homonymes, voir Mutis.
José Celestino Bruno Mutis y Bosio est un médecin et un naturaliste espagnol, né le 6 avril 1732 à Cadix et mort le 11 septembre 1808 à Bogota. Il est l'un des principaux auteurs de l'École Universaliste Espagnole du XVIIIe siècle.

## Biographie
Il enseigne les mathématiques et dirige en 1760 une expédition scientifique en Nouvelle-Grenade (aujourd’hui la Colombie) ; il y est notamment accompagné par le botaniste Francisco Antonio Zea (1770-1822). Il s'installe à Santa-Fé, future Bogota et contribue à la diffusion des thèses linnéennes en Amérique du Sud.
En 1783, il organise une expédition botanique de grande envergure. En 1801, il rencontre et accueille chez lui Alexander von Humboldt et Aimé Bonpland à Bogota durant leur voyage d'exploration.

## Postérité

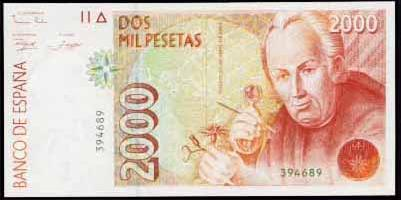
Billet de 2000 pesetas.

- Le Jardin botanique de Bogota porte son nom.
- Un billet de deux mille pesetas a été émis à son effigie en Espagne.